# كولن باول
كولن لوثر باول (بالإنجليزية: Colin Luther Powell) (5 أبريل 1937 - 18 أكتوبر 2021)؛ هو سياسي أمريكي وجنرال متقاعد بأربعة نجوم في جيش الولايات المتحدة. ولد باول في هارلم وهو ابن مهاجرين جامايكيين من أصل أفريقي. وخلال مسيرته العسكرية، عمل باول أيضا مستشارًا للأمن القومي (1987-1989)، وقائد لقيادة الجيش الأمريكي (1989) ورئيسا لهيئة الأركان المشتركة (1989-1993)، وشغل المنصب الأخير خلال حرب الخليج الثانية. باول هو الأمريكي من أصل أفريقي الوحيد حتى الآن الذي يعمل في هيئة الأركان المشتركة. وكان وزير الخارجية الأمريكي الخامس والستين في عهد الرئيس الأمريكي جورج دبليو بوش من عام 2001 إلى عام 2005، وهو أول أمريكي أفريقي يشغل هذا المنصب.

## بدايات حياته
ولد باول في مدينة نيويورك في عام 1937 وتربى في جنوب برونكس. هاجر والداه لوثر ومود باول إلى الولايات المتحدة من جامايكا. تلقى باول تعليمه في المدارس العامة في مدينة نيويورك، وتخرج من كلية مدينة نيويورك (CCNY)، حيث حصل على درجة البكالوريوس في الجيولوجيا. وشارك أيضا في احتياط قوات التدريب في الكلية وتم تعيينه في رتبة ملازم ثاني بعد تخرجه في يونيو 1958. كما حصل أيضا على درجة ماجستير إدارة الأعمال من جامعة جورج واشنطن.

## مسيرته العسكرية والسياسية
كان باول عسكريا بالمهنة لمدة 35 عاما، وشغل خلالها عددا كبيرا من المناصب القيادية والوظيفية وترقى إلى رتبة جنرال من فئة أربعة نجوم. وكانت مهمته الأخيرة هي منصب الرئيس الثاني عشر لهيئة الأركان المشتركة من 1 أكتوبر 1989 إلى 30 سبتمبر 1993، وهو أعلى منصب عسكري في وزارة الدفاع. أشرف خلال هذه الفترة على 28 أزمة عسكرية، بما في ذلك عملية عاصفة الصحراء في حرب الخليج عام 1991. كما صاغ مبدأ باول الذي يركز على المصالح الأمنية الأمريكية والضربات العسكرية.
بعد تقاعده من العمل العسكري، كتب باول سيرته الذاتية التي حققت مبيعات كبيرة، «رحلتي الأمريكية». كما بدأ مسيرته كمتحدث عام، حيث خطب في الجماهير في أنحاء البلاد والخارج. كان باول رئيس لجنة الوعود الأمريكية – التحالف من أجل الشباب، وهي منظمة وطنية غير ربحية مكرسة لتعبئة الناس من كل قطاعات الحياة الأمريكية لبناء شخصية وكفاءة الشباب. ثم رشحه الرئيس بوش في 16 ديسمبر 2000 ليكون وزير الخارجية. وافق مجلس الشيوخ بالإجماع على هذا القرار، وأدى باول اليمين بصفته وزير الخارجية الخامس والستين في 20 يناير 2001.
تلقى باول العديد من الجوائز العسكرية الأمريكية والأجنبية. وتشمل جوائزه المدنية وسام الحرية الرئاسي، وسام المواطنين الرئاسي، ميدالية الكونغرس الذهبية، وسام وزير الخارجية المتميز، وسام وزير الطاقة المتميز. وقد تمت تسمية العديد من المدارس وغيرها من المؤسسات على شرفه وهو يحمل درجة فخرية من الجامعات والكليات في جميع أنحاء البلاد. باول متزوج من ألما فيفيان جونسون من برمنغهام في ألاباما. أنجب كولين ابنا هو مايكل (الرئيس السابق لهيئة الإتصالات الفيدرالية)؛ وابنتان هما ليندا وآن؛ وله من الأحفاد جيفري وبريان.
وفي عام 2016، حصل باول على ثلاثة أصوات انتخابية لمنصب رئيس الولايات المتحدة، رغم أنه لم يكن مرشحا للانتخابات في تلك السنة.

### وزير الخارجية (2001-2005)
في السادس عشر من ديسمبر عام 2000، أعلن الرئيس المنتخب جورج دبليو بوش، من مزرعته في كروفورد بولاية تكساس، ترشيح كولن باول لمنصب وزير الخارجية. بهذا الإعلان، أصبح باول أول شخصية يُعلَن عن انضمامها رسميًا إلى إدارة بوش الجديدة، وكذلك أول أميركي من أصول أفريقية يتولى وزارة الخارجية في تاريخ الولايات المتحدة. عُرف باول، خلال توليه هذا المنصب، بموقفه المعتدل نسبيًا. في العشرين من يناير 2001، وافق مجلس الشيوخ الأميركي على تعيينه بالإجماع عبر التصويت الصوتي، ليُؤدى القسم رسميًا في السادس والعشرين من الشهر نفسه. خلال فترة ولايته، سافر باول إلى الخارج بوتيرة أقل من أي وزير خارجية أميركي خلال الثلاثين عامًا السابقة، وهو ما عُزي جزئيًا إلى نصيحة وجهها إليه الدبلوماسي المخضرم جورج كينان. في رسالة شخصية، حثّ كينان باول على التركيز على دوره الأساسي كمستشار أول للرئيس في السياسة الخارجية، وتجنّب القيام برحلات قد تُضعف دور السفراء الأميركيين وتُربك التراتبية الدبلوماسية.
في الحادي عشر من سبتمبر 2001، كان باول في العاصمة البيروفية ليما، يلتقي بالرئيس أليخاندرو توليدو ويشارك في اجتماع وزراء خارجية منظمة الدول الأميركية. بعد وقوع الهجمات الإرهابية في ذلك اليوم، اتخذت مهامه أبعادًا استراتيجية محورية، إذ أصبح مسؤولًا عن إدارة علاقات الولايات المتحدة الخارجية في ظرف بالغ الحساسية، لضمان بناء تحالف دولي متماسك في إطار ما سُمّي لاحقًا بالحرب على الإرهاب. أظهرت مهاراته الدبلوماسية نتائج سريعة، إذ أقر «الميثاق الديمقراطي للأميركيتين» بالإجماع في اليوم ذاته، 11 سبتمبر 2001. يُعد هذا الميثاق من أكثر الوثائق شمولًا في تاريخ التعاون القاري، إذ يهدف إلى تعزيز وترسيخ المبادئ والممارسات الديمقراطية بين دول القارة الأميركية.

### الغزو الأمريكي للعراق عام 2003
هدفي الثاني اليوم... أن أشارككم ما تعرفه الولايات المتحدة بشأن أسلحة الدمار الشامل التي يمتلكها العراق... سلوك العراق يثبت أن صدام حسين ونظامه لم يبذلا أي جهد... لنزع السلاح كما تطالب به الأسرة الدولية. بل إن الحقائق والسلوك العراقي يبرهنان على أن صدام حسين ونظامه يخفون محاولاتهم لإنتاج مزيد من أسلحة الدمار الشامل... كل تصريح أدلي به اليوم مدعوم بمصادر، مصادر موثوقة. لسنا بصدد تقديم ادعاءات، بل نعرض عليكم حقائق واستنتاجات مبنية على معلومات استخبارية مؤكدة.

— كولن باول، من خطابه أمام مجلس الأمن الدولي
لقد تعرض كولن باول لاحقًا لانتقادات شديدة بسبب دوره في بناء الحجج التي سبقت غزو العراق عام 2003. في عام 2004، خلص تقرير مجموعة استقصاء العراق إلى أن الأدلة التي قدمها باول لإثبات امتلاك النظام العراقي أسلحة دمار شامل كانت غير دقيقة.
مما يلفت النظر أن باول، في يوم إعلان ترشيحه لمنصب وزير الخارجية عام 2000، صرّح للصحافة قائلًا: «صدام يجلس على نظام فاشل لن يبقى قائمًا بعد بضع سنوات». صرّح في مؤتمر صحافي في 24 فبراير 2001 أن العقوبات المفروضة على العراق حالت دون تطوير صدام حسين لأي أسلحة دمار شامل.
على الرغم من هذا التصريح، دعم باول لاحقًا فكرة إشراك المجتمع الدولي في أي تحرك عسكري ضد العراق، وفضّل النهج التعددي على العمل الأحادي. كان دوره المحوري هو حشد التأييد الدولي لتشكيل تحالف متعدد الجنسيات يقود عملية الغزو. في هذا الإطار، ألقى باول خطابًا مهمًا أمام الجلسة العامة لمجلس الأمن الدولي في 5 فبراير 2003، دافع فيه عن الخيار العسكري، مستندًا إلى شهادات منشقين عراقيين لم يُكشف عن هوياتهم. صرّح قائلًا: «لا يمكن أن يكون هناك شك في أن صدام حسين يمتلك أسلحة بيولوجية، وأن لديه القدرة على إنتاج المزيد، بل الكثير منها بسرعة». كما أكد: «لا يساورني أدنى شك في أن صدام يعمل على الحصول على المكونات الأساسية لإنتاج أسلحة نووية». أشار باول لاحقًا إلى أنه أُبلغ بإلقاء الخطاب قبل أربعة أيام فقط من موعده، ما أضفى مزيدًا من الجدل على دقة المعلومات التي استند إليها في بناء أحد أخطر الخطابات في تاريخ السياسة الدولية الحديثة.
ذكرت قناة الأخبار البريطانية الرابعة بعد ذلك بوقت قصير أن ملف الاستخبارات البريطانية الذي أشار إليه باول باعتباره «وثيقة جيدة» خلال عرضه، كان في الحقيقة مستندًا إلى مواد قديمة، بل وتضمّن مقاطع منسوخة حرفيًا من مقالة أكاديمية لطالب دراسات عليا أميركي يُدعى إبراهيم المراشي.
أشار تقرير صادر عن مجلس الشيوخ الأميركي بشأن إخفاقات الاستخبارات لاحقًا إلى حجم الجدل الحاد الذي دار خلف الكواليس بشأن مضمون خطاب كولن باول أمام مجلس الأمن. فقد بيّن التقرير أن محلّلي وزارة الخارجية كانوا قد رصدوا عشرات الأخطاء والمغالطات في النسخ الأولية من الخطاب. بحسب ما ورد في التقرير، حُذفت بعض الادعاءات التي تبيّن ضعفها أو عدم دقتها، إلا أن عددًا آخر من المزاعم بقي ضمن النص النهائي، بما في ذلك الإشارة إلى ما عُرف لاحقًا بفضيحة عمليات تزوير يورانيوم النيجر.

### انتخابات 2008 ودعمه لأوباما
قبل أسابيع قليلة من الانتخابات الأمريكية 2008 أعلن في لقاء صحفي مع قناة أن بي سي عن دعمه للمرشح الديمقراطي باراك أوباما الأمر الذي فاجأ الجمهوريين وماكين والشعب الأمريكي، كما قال أن أوباما لديه القدرة على الإلهام، وكل الأمريكيين، وليس فقط الأمريكيين من أصول أفريقية سيكونون فخورين بفوز أوباما، كما أنه شدد على قدرة أوباما في مواجهة الأزمة الاقتصادية، ويعتبر هو أول عضو جمهوري بارز وكبير يؤيد أوباما. وبعد الانتخابات وصف فوز أوباما بالتاريخي وهنّأه وهنّأ الشعب الأمريكي بفوزه.
وقد كان معروفًا عنه دعمه لسياسة فرض القوة والهيمنة وتشجيعه على حرب العراق. وأيضًا دعمه الكبير للسياسة الإسرائيلية أيضًا.

## وفاته
توفي كولن باول في 18 أكتوبر 2021 عن عمر ناهز 84 عامًا، وذلك إثر إصابته بمرض فيروس كورونا.

## روابط خارجية
- كولن باول على موقع IMDb (الإنجليزية)
- كولن باول على موقع الموسوعة البريطانية (الإنجليزية)
- كولن باول على موقع مونزينجر (الألمانية)
- كولن باول على موقع ميوزك برينز (الإنجليزية)
- كولن باول على موقع إن إن دي بي (الإنجليزية)
- كولن باول على موقع ديسكوغز (الإنجليزية)
- كولن باول على موقع قاعدة بيانات الفيلم (الإنجليزية)
- كولن باول على موقع كينوبويسك (الروسية)

| سبقه مادلين أولبرايت | وزير خارجية الولايات المتحدة 2001-2005 | تبعه كونداليزا رايز |